# Mull of Galloway
Mull of Galloway (Schots-Gaelisch: Maol nan Gall) is het zuidelijkste punt van Schotland. Het bevindt zich in Wigtownshire, in Dumfries and Galloway. Mull betekent afgeronde berg- of heuveltop.
Er staat een vuurtoren op het uiterste punt van Mull of Galloway die is gebouwd in 1830 door Robert Stevenson, de witgeverfde toren is 26 meter hoog en steekt daarmee 99 meter boven zee uit.
Op de Mull bevindt zich een van de laatste stukjes ongerepte natuur aan de kustlijn van Galloway en daardoor kan men er een grote verscheidenheid aan planten en dieren aantreffen. Momenteel is het een natuurreservaat dat wordt beheerd door de organisatie RSPB.
De vuurtoren is nu geautomatiseerd en het aanpalende huisje van de wachter is nu omgebouwd tot bezoekerscentrum van het natuurgebied. Tijdens de zomermaanden kan men de vuurtoren bezoeken tussen 10:00 uur 's ochtends en 16:00 in de namiddag. In 2004 werd een nieuw café geopend aan de Mull of Galloway, genaamd "Gallie Craig". Het gebouw past in het landschap en men heeft er een zicht op  Ierland en het eiland Man.

## Andy Strangeway
Op 31 maart 2009 bereikte Andy Strangeway Mull of Galloway. Het was de tweede van de vier uiterste punten van Schotland die hij bezocht:
- west – Soay – 28 augustus 2007
- zuid – Mull of Galloway – 31 maart 2009
- oost – Bound Skerry, Shetland – 2 augustus 2009
- noord – Out Stack, Shetland – 8 augustus 2009

Tot op heden is hij de enige die dit heeft kunnen verwezenlijken.